# Гидронавт

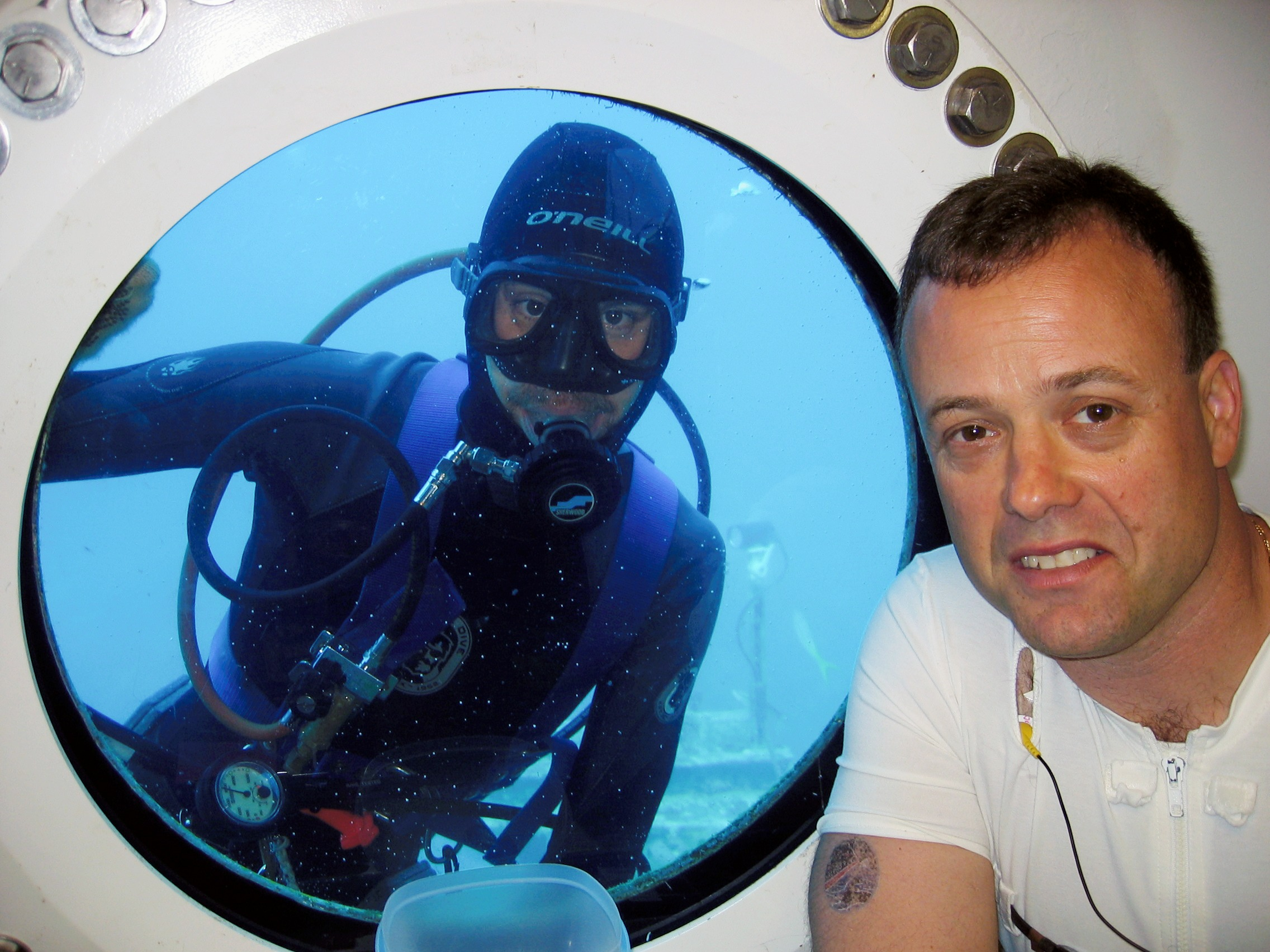
Акванавты Хейн и Гаран под водой

Гидронавт, океанавт, акванавт (лат. aqua «вода», восходит к праиндоевр. akwa- и nau- «лодка»+ др.-греч. ναύτης «мореплаватель», от ναῦς «корабль, судно») — специалист по глубоководным погружениям. В отличие от обычных водолазов, для акванавтов характерно длительное пребывание и работа в подводных домах, лабораториях или подводном аппарате. Для декомпрессии гидронавты обычно используют водолазный колокол.

## История возникновения
Первым акванавтом считается Робер Стенюи, проживший 24 часа в одноместном цилиндре, на глубине 61 метр. Событие произошло в сентябре 1962 года, около Вильфранш-сюр-Мер.
В истории России и СССР акванавтами-первопроходцами являются члены проекта «Ихтиандр», а первым из них погрузился инициатор проекта, хирург Александр Хаес.
Военная гидронавтика в СССР начала историю с испытаний погружаемых комплексов «Архипелаг» (1967) и «Селигер» (1968). В 1975 году Совет Министров СССР принял постановление № 207-65 «О создании гидронавтики в стране», в 1976 году в Ленинграде создан 10-й отряд гидронавтов. С начала 1980-х годов в ВМФ СССР действует подразделение атомных глубоководных станций ГУГИ — 29-я отдельная бригада (дивизия) подводных лодок.

## Цели
Целью акванавта является исследование взаимодействия человека с окружающим его водным пространством и другими акванавтами, а также военные, технологические и другие научные исследования. Акванавтика внесла большой вклад в подготовку космонавтов.

## Вынужденный акванавт
Нигерийский кок Харрисон Окене выжил, проведя 60 часов в воздушном пузыре на глубине 30 м в затонувшем буксире «Jascon-4», который 26 мая 2013 года перевернулся при 8-бальном шторме во время стабилизации нефтяного танкера на платформе компании Chevron в Гвинейском заливе в 32 км (20 миль) от побережья.
11 других членов экипажа погибли, а Окене в полной темноте пробрался в отсек главного механика высотой 1,2 м (3 фута 11 дюймов), в котором было достаточно воздуха для выживания. Там он изготовил платформу из матраса и других материалов, которые удерживали верхнюю часть тела над водой, что помогло уменьшить потери тепла.
Через 3 дня после кораблекрушения южноафриканские водолазы, которые занимались расследованием происшествия и извлечением тел, по слабому ответному перестукиванию обнаружили Окене. Дайверы снабдили Окена водолазным шлемом и перевели в водолазный колокол для декомпрессии и возврата на поверхность. Перед входом в колокол Окене на несколько секунд потерял сознание, что можно наблюдать на видео спасения.